# Bader Nasser
Bader Nasser (en árabe: بدر ناصر‎; Dubái, Emiratos Árabes Unidos; 16 de septiembre de 2001) es un futbolista de los Emiratos Árabes Unidos que juega en la posición de lateral izquierdo con el Shabab Al Ahli de la UAE Pro League.

## Carrera

### Club
| Periodo | Club                |
| ------- | ------------------- |
| 2020-   | Shabab Al-Ahli Club |

### Selección nacional
Nasser debutó con Emiratos Árabes Unidos el 30 de diciembre de 2022 en la victoria por 1–0 ante Líbano en un partido amistoso. Su primera aparición en un torneo internacional con la selección fue en la Copa de Naciones del Golfo de 2023. También fue convocado para jugar en la Copa Asiática 2023.

## Logros
- UAE Pro League: 2022-23
- UAE President's Cup: 2020-21
- UAE League Cup: 2020-21
- UAE Super Cup: 2020, 2023